# Djävlarna
Djävlarna (originaltitel: The Devils) är en brittisk historisk drama-skräckfilm från 1971 med politiskt-religiöst tema i regi av Ken Russell. Filmen bygger på verkliga händelser rörande den katolske prästen Urbain Grandier som brändes på bål för trolldom i Loudun 1634.

## Handling
Den franska staden Loudun är ett starkt fäste för hugenotterna. Kardinal Richelieu söker påverka kung Ludvig XIII att inte förstöra staden. Fader Urbain Grandier står i spetsen för stadens självständighetssträvanden. Richelieus ombud anklagar fader Urbain Grandier för att ha brutit löftet att leva i celibat, vilket han också gjort, samt för trolldom.

## Medverkande (i urval)
| Oliver Reed       | – fader Urbain Grandier    |
| Vanessa Redgrave  | – syster Jeanne des Anges  |
| Dudley Sutton     | – baron de Laubardemont    |
| Max Adrian        | – Ibert                    |
| Gemma Jones       | – Madeleine de Brou        |
| Murray Melvin     | – fader Mignon             |
| Michael Gothard   | – fader Pierre Barre       |
| Georgina Hale     | – Philippe Trincant        |
| Brian Murphy      | – Adam                     |
| Christopher Logue | – kardinal Richelieu       |
| John Woodvine     | – Louis Trincant           |
| Graham Armitage   | – Ludvig XIII av Frankrike |

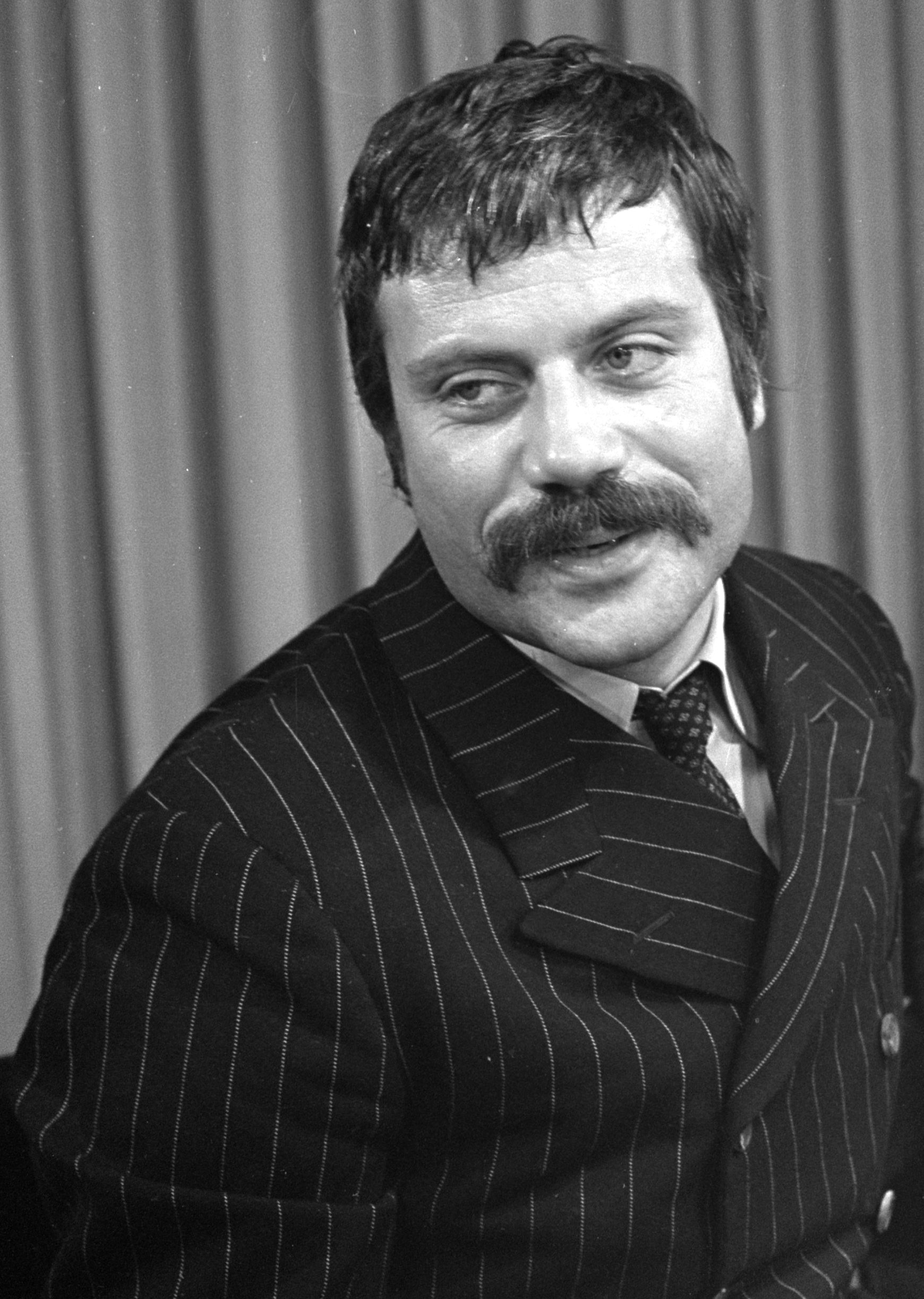
Oliver Reed
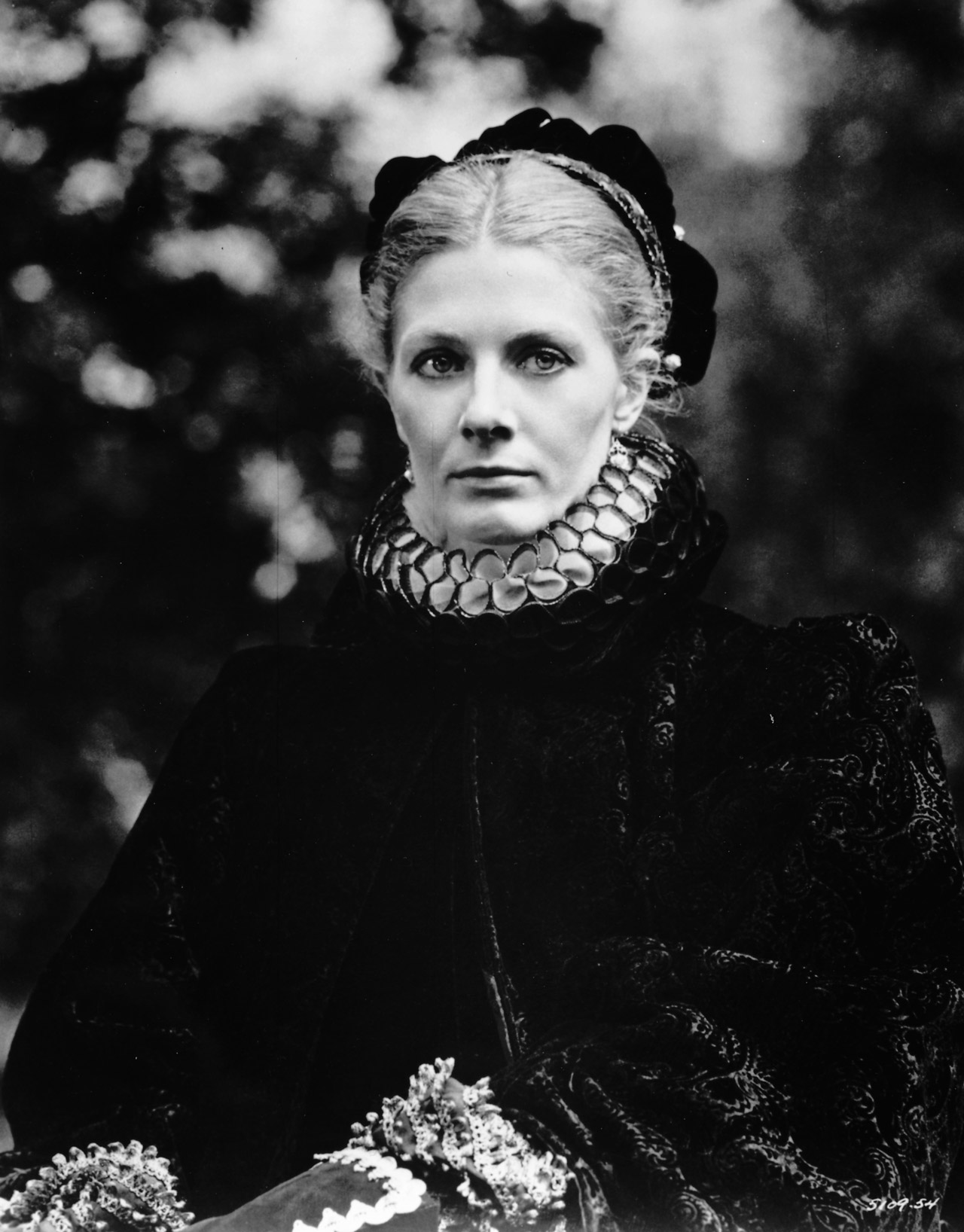
Vanessa Redgrave
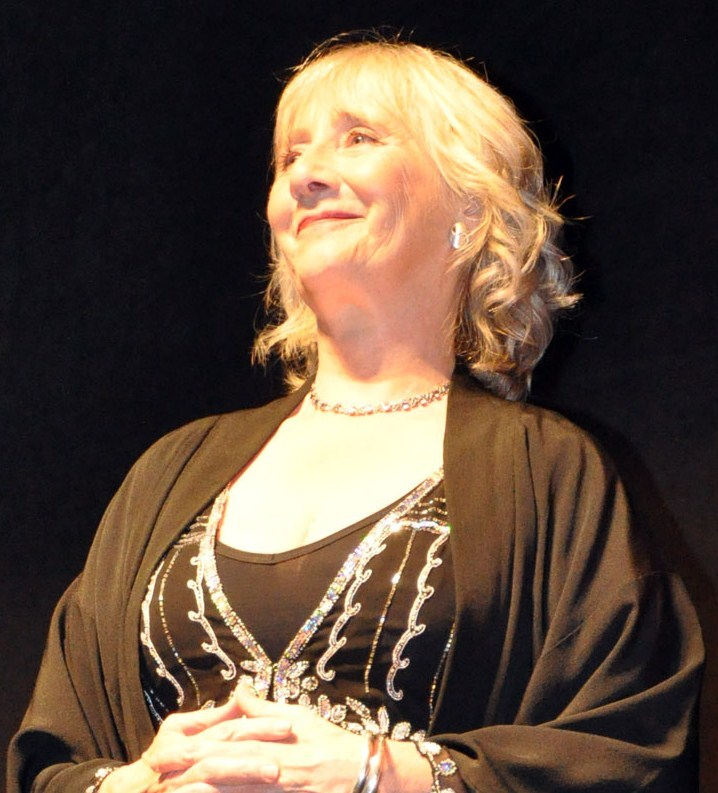
Gemma Jones

## Om filmen
Filmens manus bygger på romanen The Devils of Loudun av Aldous Huxley från 1952 samt på pjäsen The Devils av John Whiting från 1960, vilka i sin tur bygger på verkliga händelser rörande den katolske prästen Urbain Grandier som brändes på bål för trolldom i den franska staden Loudun 1634.
Filmen ansågs väldigt kontroversiell på grund av sitt religiösa tema blandat med nakenhet och sexualitet, men regissören Ken Russell, han själv katolik, uttryckte i en intervju med den brittiske filmkritikern Mark Kermode för den amerikanska filmtidskriften Video Watchdog att han inte hade haft för avsikt att göra en pornografisk film:
| ”                                           | Jag var en from katolik och väldigt trygg i min tro. Jag visste att jag inte gjorde en pornografisk film... även om jag inte är en politisk människa ser jag Djävlarna som min enda politiska film. För mig handlar den om hjärntvätt, om att staten tar över. | „ |
| – Ken Russell om sina avsikter med filmen., | |   |

I Sverige hade filmen premiär 21 februari 1972, medan den blev helt och hållet förbjuden i vissa andra länder, däribland Italien, trots att filmen tilldelades 1972 års silverband (Nastro d'Argento) för bästa utländska film av Sindacato Nazionale Giornalisti Cinematografici Italiani (italienska nationella syndikatet för filmjournalister).